# Ledamöter av Europaparlamentet från Cypern 2009–2014
Ledamöter av Europaparlamentet från Cypern 2009–2014 förtecknar ledamöter som representerar Cypern i Europaparlamentet under mandatperioden 2009–2014. Cypern hade under denna mandatperiod sex mandat..
| Namn                      | Cypriotiskt parti                   | Grupp i Europaparlamentet | Bild                              | Kommentar |
| ------------------------- | ----------------------------------- | ------------------------- | --------------------------------- | --------- |
| Takis Hadjigeorgiou       | Arbetande folkets progressiva parti | EUL                       |                                   |           |
| Ioannis Kasoulidis        | Demokratisk samling                 | EPP                       |                                   |           |
| Kyriakos Mavronikolas     | Kínima Sosialdimokratón             | S&D                       |                                   |           |
| Antigoni_Papadopoulou     | Dimokratikó Kómma                   | S&D                       | Foto på engelskspråkiga Wikipedia |           |
| Eleni Theocharous         | Demokratisk samling                 | EPP                       |                                   |           |
| Kyriacos Triantaphyllides | Arbetande folkets progressiva parti | EUL                       |                                   |           |

## Partimandat
| Cyporiotiskt parti                  | Grupp i Europaparlamentet | Mandat |
| ----------------------------------- | ------------------------- | ------ |
| Demokratisk samling                 | EPP                       | 2      |
| Arbetande folkets progressiva parti | EUL                       | 2      |
| Dimokratikó Kómma                   | S&D                       | 1      |
| Kínima Sosialdimokratón             | S&D                       | 1      |